# Heroes of Might and Magic IV
A Heroes of Might and Magic IV egy körökre osztott számítógépes szerepjáték, melyet a New World Computing fejlesztett és a 3DO adott ki 2002-ben PC-re és Mac-re. A Heroes-sorozat negyedik epizódja volt az utolsó, amelyet az eredeti fejlesztők készítettek. Mind egyjátékos, mind többjátékos módban játszható, a többjátékos módra viszont csak egy patch feltelepítése után van lehetőség, az alapjáték nem tartalmazza. Hazánkban magyar nyelven is megjelent, a PC Guru pedig 2008/12 számában teljes játékként jelentette meg.

## Játékmenet

A játék kalandtérképének egy részlete

Az előző részekhez képest számtalan nagyobb változtatás történt a játékban. Mindenekelőtt a teljes játék, ideértve a térképet és a csatamezőt is, teljesen izometrikus, rögzített nézőpontú 3D megjelenítést kapott. A hagyományosan hexagonokra felosztott csatateret egy nagyobb felbontású, de négyzetrács alapú váltotta fel, így könnyebb lett eltérő nagyságú lényeket tervezni. A nem hős varázsló egységek is ugyanúgy tudnak varázsolni, mint ahogy a hősök. A lények csatájában a visszaütés most már egyszerre történik az ütéssel, a távolsági egységek pedig ugyanúgy képesek visszalőni, ha megtámadják őket. A távolsági támadásokhoz és varázslásokhoz viszont most már az is kell, hogy látóvonalban legyenek az ellenséges karakterek.
A hősök, akik eddig a csaták passzív szemlélői voltak, most már ugyanúgy részesei a harcoknak, tudnak támadni és őket is megtámadhatják, sőt meg is halhatnak. A halott hősöket a legközelebbi várba eljuttatva fel lehet támasztani. Egy seregben lehet több hős is, sőt lehetnek hős nélküli seregek is, de ez utóbbiak komoly korlátozásokkal bírnak (pl. nem foglalhatnak el ellenséges várakat). A fejlődés is átalakult, ugyanis a különböző osztályba tartozó hősök most már azonos képzettségekkel indítanak, viszont a fejlesztésnek sokkal tágabb kereteket biztosít, mint a játék, s így közel negyven specializálódott karaktertípus fejleszthető ki. Elsődleges képzettségekből 5-9, másodlagos képzettségekből minden elsődlegeshez további három választható. A 36 képzettség mindegyike most már öt szintig fejleszthető, szemben az előző rész három szintjével.
A térképen az egységek immár szabadon mozoghatnak, azaz kiválhatnak útközben a seregekből. Kivették viszont annak a lehetőségét, amivel a korábbi részben sokan éltek, nevezetesen hogy láncba állított hősökkel juttatták el nagyon gyorsan a térkép egyik felétől a másikig a lényeket a legerősebb hősnek. Az utazást megkönnyítő varázslatokat is vagy kivették, vagy gyengítették. Cserébe megjelentek a karavánok, amelyek összegyűjtik a termelődő lényeket és elszállítják őket, ahová csak kérjük.
A városokban toborozható lények rendszerét is átalakították. Immár nem lehet a lényeket továbbfejleszteni, és hét helyett csak négyfajta lehet belőlük. Cserébe mind a négy szinten választhatunk kétfajta lény közül, melyek közül az egyik választása kizárja a másik toborzását. Az új lények immár nem hetente, hanem naponta termelődnek.

## Történet
A sztori a Heroes Chronicles eseményeit folytatja. Gelu, a féltünde és Kilgor, a barbár király összecsapnak. A próféciák azonban beteljesednek: ha a kettejüknél lévő két varázsfegyver, a Végítélet Pengéje és a Fagy Kardja összecsapnak, eljön a végítélet. Ennek köszönhetően Enroth világa megsemmisül, de számos túlélő volt, akik a hirtelen megnyíló mágikus portálokon keresztül egy új világ, Axeoth földjére léphettek (ahol a Might and Magic IX is játszódik). A régi epizódok hősei mellett új kalandorok is szerencsét próbálnak ebben az új világban. A játék hat küldetéssorozaton keresztül meséli el a túlélők Axeothba érkezését és küzdelmeiket. Ellentétben az előző résszel, itt már a kezdetekkor választható bármelyik küldetéssorozat, mindegyik egy egységes egészt képez.
Az első történet Lysanderről szól, Catherine királynő egykori lovagjáról, aki Palaedra királyságának a vezetését veszi át. Egy trónbitorló, Sir Worton azonban magát vallja a Gryphonheart dinasztia utolsó sarjának. A történet kettejük küzdelméről szól. A második részben Waerjak, Tarnum mostohafia lesz a barbárok vezetője, aki megpróbálja széthúzó népét egyesíteni.
A harmadik történetben Emilia Nighthaven a főhős, aki egy erathiai üvegfúvómester leánya. Axeothban egy kis csoportosulás vezetője lesz, mellyel sikeresen új hazát lelnek Nagy Arcan királyságában. Felkeltik azonban a figyelmét Gavin Magnusnak, a korábbi Heroes- és Might and Magic-epizódokból ismert halhatatlan királynak és dzsinnjének, Solmyrnak. Ők szeretnék megakadályozni, hogy Axeoth is Enroth sorsára jusson, ezért mágikus úton akadályoznák meg az emberek szabad akaratát. A negyedik sztoriban Avlee túlélői lesznek a főszereplők. Elwin és Shaera szerelembe esnek egymással. Lord Harke azonban féltékeny, és ezért bosszút esküszik. Háborúzásba kezdenek, és amelyikük nyer, nemcsak a szép hölgy kezét nyerheti el, de Aranorn királyságát is.
Az ötödik történet egy nekromanta varázslat áldozatát, egy félig ember, félig lich lényt helyez a sztori középpontjába. Gauldoth unja már, hogy szánalmas lényként tengődik, ezért egyesíti a túlélő nekromantákat és Kreeganeket Nekross királyságában. Élők és holtak védelmezőjének szerepében akar tetszelegni, de ekkor egy másik világból pusztító érkezik, akit meg kell állítania. A hatodik történet egy kalóz lányáról, Tawni Balfourról szól. Tawni megörökli sajnálatos módon elhunyt apjának hajóját és legénységét, s a partok mentén hajózva célja az, hogy az egyik legrettegettebb kalózvezér lehessen.

## Pályaszerkesztő
A játék pályaszerkesztője, a Heroes IV Campaign Editor használatával a játékos készíthet saját térképeket. Az alapjáték (és annak kiegészítőinek) összes tereptárgya, díszítőeleme, épülete, hőse, lénye és tárgya szabadon elérhető. Beállítható a résztvevők szövetsége, az elérhető hősök, képességek, varázslatok, varázstárgyak és persze a győzelmi/vesztési feltételek. Kampány készítésekor pedig a hősök és varázstárgyak pályáról-pályára való továbbvitele is.

## Kiegészítők
Az alapjátékhoz két kiegészítő jelent meg; 2002-ben a Heroes of Might and Magic IV: The Gathering Storm, egy évvel később pedig a Heroes of Might and Magic IV: Winds of War. A Gathering Storm hat új kampányt, húsz új térképet, 16 új varázstárgyat, négy új kreatúrát, továbbfejlesztett pályaszerkesztőt, valamint az alapjátékhoz csak patch formájában elérhető többjátékos módot hozta el. A Winds of War három új lényt és hat új kampányt mutatott be, melyek Channon királyságának szomszédai által történő lerohanását mutatják be. A Winds of War volt a New World Computing utolsó játéka, mielőtt ő és az anyacég 3DO csődbement volna.

## Fogadtatás
A játék alapvetően pozitív kritikákat kapott. A GameSpot szerint a Heroes 3 méltó örököse és megérte várni rá, hiszen továbbfejlesztették és egyben megőrizték azt, ami ennek a játéknak az esszenciája. A PC Gameworld már kritikusabban fogalmazott, szerinte a játéksorozat hírneve megkopott. Ugyanígy negatív kritikával illették a fantáziátlan és igazi újdonságot nem hozó kiegészítőket. Magyarországon a PC Guru 2002/5. számában értékelte, amelyben a játékmechanikai újdonságokat inkább negatívumként értékelték, illetve a játék egyenbarna színvilágát és a lények mozgásának igénytelen animálását is megjegyezték.

## MOD-ok
A játékhoz megjelent egy rajongói módosítás, az Equilibris. Ez a mód jelentősen átszabja az eredeti játék szinte összes területét, módosítva és helyreállítva a játékegyensúlyt és a hibákat valamint a játékhoz hozzáad pár új funkciót, tereptárgyat, lényképzőhelyet és varázslatot is.

## Fordítás
Ez a szócikk részben vagy egészben  a   Heroes of Might and Magic IV című angol Wikipédia-szócikk ezen változatának fordításán alapul.  Az eredeti cikk szerkesztőit annak laptörténete sorolja fel. Ez a jelzés csupán a megfogalmazás eredetét és a szerzői jogokat jelzi, nem szolgál a cikkben szereplő információk forrásmegjelöléseként.